# منطقة اكولا
اكولا رمزها «AK» (بالإنجليزية: Akola)‏ ، هو تقسيم إداري لدولة الهند تتبع ولاية ماهاراشترا (بالإنجليزية: Maharashtra)‏ ، مركزها هو مدينة اكولا (بالإنجليزية: Akola)‏ عدد سكانها حسب تعداد سنة 2001 هو 1,629,305 ، مساحتها 5,429 كم² وكثافة السكان 300 لكل كم² .

## المناخ
يظهر الجدول التالي التغييرات المناخية على مدار السنة لمنطقة اكولا:
| البيانات المناخية لـمنطقة اكولا   | البيانات المناخية لـمنطقة اكولا | البيانات المناخية لـمنطقة اكولا | البيانات المناخية لـمنطقة اكولا | البيانات المناخية لـمنطقة اكولا | البيانات المناخية لـمنطقة اكولا | البيانات المناخية لـمنطقة اكولا | البيانات المناخية لـمنطقة اكولا | البيانات المناخية لـمنطقة اكولا | البيانات المناخية لـمنطقة اكولا | البيانات المناخية لـمنطقة اكولا | البيانات المناخية لـمنطقة اكولا | البيانات المناخية لـمنطقة اكولا | البيانات المناخية لـمنطقة اكولا |
| الشهر                             | يناير                           | فبراير                          | مارس                            | أبريل                           | مايو                            | يونيو                           | يوليو                           | أغسطس                           | سبتمبر                          | أكتوبر                          | نوفمبر                          | ديسمبر                          | المعدل السنوي                   |
| --------------------------------- | ------------------------------- | ------------------------------- | ------------------------------- | ------------------------------- | ------------------------------- | ------------------------------- | ------------------------------- | ------------------------------- | ------------------------------- | ------------------------------- | ------------------------------- | ------------------------------- | ------------------------------- |
| متوسط درجة الحرارة الكبرى °م (°ف) | 29.9 (85.8)                     | 33.2 (91.8)                     | 37.2 (99.0)                     | 40.7 (105.3)                    | 46.7 (116.1)                    | 37.4 (99.3)                     | 32.0 (89.6)                     | 30.5 (86.9)                     | 32.1 (89.8)                     | 38.8 (101.8)                    | 31.5 (88.7)                     | 29.4 (84.9)                     | 34.2 (93.6)                     |
| متوسط درجة الحرارة الصغرى °م (°ف) | 13.5 (56.3)                     | 15.7 (60.3)                     | 20.0 (68.0)                     | 24.8 (76.6)                     | 28.0 (82.4)                     | 26.1 (79.0)                     | 24.1 (75.4)                     | 23.4 (74.1)                     | 23.0 (73.4)                     | 20.1 (68.2)                     | 15.9 (60.6)                     | 13.2 (55.8)                     | 20.7 (69.3)                     |
| الهطول مم (إنش)                   | 7.8 (0.31)                      | 4.5 (0.18)                      | 11.0 (0.43)                     | 5.1 (0.20)                      | 6.6 (0.26)                      | 146.3 (5.76)                    | 210.7 (8.30)                    | 199.7 (7.86)                    | 122.0 (4.80)                    | 45.4 (1.79)                     | 19.5 (0.77)                     | 14.2 (0.56)                     | 792.8 (31.21)                   |
| المصدر: IMD                       |                                 |                                 |                                 |                                 |                                 |                                 |                                 |                                 |                                 |                                 |                                 |                                 |                                 |